# ブランドン・ウォレス
ブランドン・ウォレス (Brandon Wallace, 1985年3月14日 - ) は、アメリカ合衆国のバスケットボール選手。秋田ノーザンハピネッツに所属していた。

## 経歴
ジョージア州ステーツボロ出身。高校時代はシルバーブラフに所属した。そこでの成績は1ゲームあたり平均21.9ポイント、15.7リバウンド、4.5アシスト、および4.3ブロックを記録した。チームは24勝7敗で州の決勝戦に進出し、ウォレスは最終クォーターでウィニングショットを記録している。シルバーブラフのチーム史上初のタイトルであった。ウォレスはオーガスタ・クロニクル紙のプレイヤー・オブ・ザ・イヤーに選出され、マクドナルドのオール・アメリカンチームにも選出された。その他の高校時代の受賞は2001年と2002年のRegion Five Class AA Player of the Year、ベスト・ディフェンシブ・プレイヤーがある。ウォレスはメリーランド大学、オーバーン大学、サウスカロライナ大学からの誘いを受け、サウスカロライナ大学への進学を決めた。
サウスカロライナ大学でウォレスは着実にプレイを進化させた。一年生のときには平均3.7ppg、3.3rpg、1.0bpg、0.6spgを記録した。二年次では平均5.7ppg、4.5rpg、0.9apg、1.0spg、1.7bpgであった。55ブロックとダンクシュート30はチーム最高であった。三年次では平均7.6ppg、6.1rpg、2.3apg、1.9bpg、0.8spgを記録し、四年次では平均9.9ppg、9.4rpg、1.9apg、1.3spg、2.9bpgを記録した。大学時代のブロックショットは249で、当時のサウスイースタン・カンファレンスで9位であった。彼はまたサウスイースタン・カンファレンス史上ブロックで5位、リバウンドで6位を記録している。
大学時代の成功にもかかわらず、ウォレスは2007年のNBAドラフトで指名されなかった。しかし彼はボストン・セルティックスのサマーリーグチームに誘われた。サマーリーグでの試合の後、セルティックスは二年間で10万ドルという契約を提示した。ウォレスはセルティックスでスモールフォワードとしてプレイし、ダンテ・ジョーンズ、ジャッキー・マヌエルとロースターを争った後、2007-08シーズンのロースターに選出された。しかしながら2007年12月18日、シーズンイン直前にセルティックスから放出され、プレイすることは無かった。ウォレスはNBAデベロップメント・リーグのドラフト2巡目でベーカーズフィールド・ジャムに指名された。
2008年8月4日、ウォレスはトルコのメルシン・ブユクセイア・ベレディエシと契約した。その後はポーランドのズゴーズレクでプレイし、平均18分で7.8ppg、5.6rpgを記録、ポーランドのオールスターチームにも選出された。2009年10月23日にはイスラエルのハポエル・ホロンと契約する。2011年、bjリーグの秋田ノーザンハピネッツと契約したが、負傷のため11月14日に契約解除。

## 私生活
ウォレスには2007年11月生まれの息子がいる。彼は2009年8月に高校時代の恋人と結婚した。

## 成績
| シーズン | チーム | GP | GS | MPG  | FG%  | 3P%  | FT%  | RPG | APG | SPG | BPG | PPG |
| -------- | ------ | -- | -- | ---- | ---- | ---- | ---- | --- | --- | --- | --- | --- |
| 2011-12  | 秋田   | 6  | 6  | 14.7 | .441 | .000 | .583 | 4.3 | 0.3 | 0.3 | 1.2 | 6.2 |

## 参照
1. 1 2  Player Bio: Brandon Wallace :: Men's Basketball
2. ↑  Marc J. Spears, Reassigned in a flash, The Boston Globe
3. ↑  Marc J. Spears, Wallace in, Jones and Manuel out, The Boston Globe, October 26, 2007.
4. ↑  Peter May, Rookie Wallace gets cut loose, The Boston Globe, December 19, 2007
5. ↑  Seth Emerson, , "The State", August 4, 2008